# Vesele, Velîka Oleksandrivka
Vesele (în ucraineană Веселе) este un sat în comuna Nova Kaluha din raionul Velîka Oleksandrivka, regiunea Herson, Ucraina.

## Demografie
Componența lingvistică a localității Vesele
     Ucraineană (94,74%)
     Rusă (5,26%)
Conform recensământului din 2001, majoritatea populației localității Vesele era vorbitoare de ucraineană (94,74%), existând în minoritate și vorbitori de rusă (5,26%).